# Chiến dịch Hoàng Diệu (1955)
Chiến dịch Hoàng Diệu (1955) là chiến dịch của Quân đội Quốc gia Việt Nam, theo lệnh của Thủ tướng Ngô Đình Diệm, diễn ra từ ngày 21 tháng 9 năm 1955 và kết thúc ngày 24 tháng 10 năm 1955 nhằm mục đích truy kích và tiêu diệt tàn quân Bình Xuyên.

## Bối cảnh
Chiến sự xảy ra vào tháng 4 và tháng 5 năm 1955 trong nội ô Sài Gòn đã khiến Bình Xuyên tổn thất và bị đánh bại. Họ rút khỏi nội ô với chỉ còn khoảng một nửa lực lượng, gần 1.500 người. Dựa vào địa thế Rừng Sát là vùng lầy lội, rừng rậm họ tiếp tục chống đối chính phủ. Tuy nhiên, do phải huy động lực lượng đàn áp quân Hòa Hảo mà đến tháng 9 việc triển khai lực lượng tấn công tàn quân Bình Xuyên mới được chính phủ quốc gia triển khai.
Một nguồn khác, do nhu cầu điều động hải quân trong các cuộc hành quân, ngày 1 tháng 7 năm 1955, Thủ tướng Ngô Đình Diệm bổ nhiệm Thiếu tướng Trần Văn Đôn, Phụ tá Tổng tham mưu trưởng Quân đội Quốc gia Việt Nam, kiêm nhiệm chức vụ Trưởng ban Hải quân thay thế Đại tá Récher. Tuy nhiên, việc chuyển quyền chỉ có tính cách chính trị vì toàn bộ sĩ quan của Ban Hải quân dưới quyền tướng Đôn đều là các sĩ quan Hải quân Pháp. Cũng vì lý do này mà Chiến dịch Hoàng Diệu đáng lẽ được tiến hành từ tháng 7 năm 1955, nhưng mãi tới ngày 21 tháng 9 năm 1955 mới khởi sự được.
Vào tháng 8, trong những hành động gây hấn chống chính phủ, quân đội Bình Xuyên tấn công cả tàu thuyền qua lại trên sông Lòng Tảo (hay Lòng Tàu). Trong một chuyến tập kích, 7 đoàn viên hải quân Việt và Pháp bị thương, 1 người Pháp bị giết trên Trục lôi hạm Chương Dương. Chiến hạm này đã bị tấn công bất ngờ trên đường đi thử máy đường trường, sau khi được đại kỳ tại hải quân công xưởng. Ngày 5 tháng 8 năm 1955, các quân vận đĩnh LCM Việt Nam bắt đầu hộ tống các tàu giang hành trên sông Lòng Tảo và sông Soài Rạp.

## Chủ trương
Nhiệm vụ của Quân đội Quốc gia Việt Nam là tổ chức tiêu diệt chiến khu Rừng Sát của Bình Xuyên, tiêu diệt lực lượng và phá hủy toàn bộ căn cứ của họ. Khai thông hoạt động giao thông trên sông Sài Gòn ra tới biển.

### Hoạt động phong tỏa
Liên đoàn Biên Hòa huy động 2 tiểu đoàn bộ binh, 1 chi đội thiết giáp củng cố các vị trí tây bắc Rừng Sát. Liên đoàn Bà Rịa huy động 2 tiểu đoàn bộ binh, 1 chi đội thiết giáp củng cố các vị trí phía đông Rừng Sát. Một đơn vị từ Mỹ Tho triển khai đến củng cố các vị trí phía tây. Các đơn vị lính thủy triển khai chiếm đóng các cứ điểm cũ của Bình Xuyên trên sông Lòng Tảo.

### Pháp tiếp tế Bình Xuyên
Ngày 15 tháng 9, Hải quân Quốc gia Việt Nam đã bắt gặp tại khúc quanh Quatre Bras (Ngã Tư Bốn Tay) của sông Lòng Tảo 4 tiểu vận đĩnh LCVP của quân Bình Xuyên đang được dương vận hạm LST 106 của Pháp tiếp tế quân dụng. Hải quân Pháp giúp đỡ cho các tiểu vận đĩnh Bình Xuyên chạy thoát.

## Lực lượng

### Lực lượng chính phủ
Sau khi tiến hành phong tỏa, cuộc tấn công được triển khai. Tiểu đoàn bộ binh 1, 5, 6 do thiếu tá Nguyễn Chánh Thi chỉ huy; tiểu đoàn bộ binh 22, 33, 58, 809 do thiếu tá Đỗ Hữu Độ chỉ huy; tiểu đoàn pháo binh 3 do thiếu tá Nguyễn Xuân Thịnh chỉ huy. Một đại đội công binh được huy động tham gia hỗ trợ với xuồng máy M2.
Lực lượng Hải quân Quốc gia Việt Nam tham dự cuộc hành quân này gồm có: Soái hạm HQ.01 Chi Lăng, một số giang pháo hạm và giang vận hạm, các Hải đoàn Xung Phong số 21, 22, 23, 24 và 25, và Tiểu đoàn 1 Thủy quân lục chiến.
Ban chỉ huy quân chính phủ
- Chỉ huy trưởng chiến dịch: Đại tá Dương Văn Minh
- Chỉ huy phó: Trung tá (sau thăng Đại tá) Nguyễn Khánh
- Tham mưu trưởng: Thiếu tá Nguyễn Hữu Hạnh
- Tư lệnh Hải quân: Trung tá Lê Quang Mỹ
- Tư lệnh Thủy quân Lục chiến: Trung tá Lê Quang Trọng
- Tư lệnh Không quân: Trung úy Nguyễn Văn Trường

Bộ Tư lệnh Hành quân đóng tại Rạch Cát.

### Lực lượng Bình Xuyên
Bảy Viễn đã cho tổ chức lại quân Bình Xuyên thành 4 tiểu đoàn, 1, 2, 3, 4 với 1.200 lính; 2 đại đội biệt lập và 2 đại đội bảo vệ với quân số 250 lính. Hầu hết đều bố trí ven sông, lạch, chứ không bố trí sâu trong rừng.

## Diễn biến và kết quả
Ngày 21 tháng 9, cuộc triển khai quân bắt đầu. 4 máy bay đã được huy động để trinh sát. Ngày 23 và 24, quân chính phủ chia thành nhiều cánh di chuyển vào rừng. Họ tiến lên theo chiến thuật đổ bộ từ ghe xuồng, không có giao tranh. Lính dù cũng đổ bộ xuống các địa điểm tại sông Lòng Tảo và sông Đồng Tranh. Bộ binh đổ quân tại khu vực sông Vàm Sát. Quân chính phủ tiến rất chậm do địa hình lầy lội và sau đó chủ yếu trú quân dọc theo ven bờ và các cửa sông, cũng như đóng tại các điểm cao ráo.
Trận đánh duy nhất của chiến dịch đã xảy ra tại Rạch Lá (Banc de Corail). Quân Bình Xuyên tấn công các chiến đĩnh bằng đại bác không giật SKZ. Hải quân Quốc gia Việt Nam phản công và Thủy quân lục chiến lập tức đổ bộ. Một trung đội Bình Xuyên bị tiêu diệt.

### Chiến thuật
Quân đội Quốc gia Việt Nam dùng chiến thuật phong tỏa và pháo kích. Một pháo đội 105 ly được quân vận đĩnh LCM chuyên chở đến gò An Thịt làm căn cứ hỏa lực. Hoạt động pháo kích có sự chỉ điểm bởi máy bay trinh sát trên không. Vì pháo binh tác xạ liên tục ngày đêm khắp vùng, quân Bình Xuyên không còn chỗ trú ẩn an toàn phải ra đầu hàng. Bộ binh quân chính phủ sau đó tổ chức các cuộc lục soát trong rừng. Bảy Viễn và một số chỉ huy như Lai Hữu Tài, Lai Văn Sang trốn thoát.
Chiến dịch Hoàng Diệu kết thúc ngày 24 tháng 10 năm 1955.

## Thiệt hại
Lực lượng Bình Xuyên chết 20 lính và bị bắt 1.420 lính, quân chính phủ tịch thu 11 SKZ, 6 súng cối 81 ly, 10 súng cối 60 ly, 14 bazooka, 4 đại bác 20 ly, 35 đại liên, 110 trung liên, 343 tiểu liên, 1.046 súng trường, 4 phóng lựu, 73 súng lục, 30 ghe, tàu, 1 đài phát thanh.
Quân chính phủ chết 10 lính, bị thương 59 lính, 1 tàu chìm, 4 tàu hư hại.